# Beleg van Calais (1558)
Het Beleg van Calais vond plaats tussen 1 januari en 8 januari 1558 tijdens de Italiaanse Oorlog (1551-1559). Het Franse leger onder leiding van Frans van Guise belegerde het door Engeland gecontroleerde Calais.

## Aanloop
Na de annexatie van Picardië door koning Lodewijk XI van Frankrijk waren de ogen van de koningen van Frankrijk gericht op het rijkere Italië waar de Fransen meerdere malen een invasie naartoe stuurden. Toen de Fransen zich in 1551 zich opnieuw lieten verleiden tot een offensief in Italië maakten de Habsburgers gebruik van de tactiek om Frankrijk in het noorden aan te vallen. Dit leidde tot een Franse nederlaag bij Saint-Quentin. Door dit verlies lag de weg naar Parijs open.
Frans van Guise had al een leger bijeengebracht om Italië binnen te vallen, maar koning Hendrik sommeerde hem om naar Picardië toe te gaan en benoemde hem tot luitenant-generaal. Om het gevaar van een Engelse interventie in Frankrijk tegen te gaan gaf Hendrik de opdracht om in het geheim de stad Calais aan te vallen.

## Beleg
Op de 1 januari 1558 bereikte het Franse leger de havenstad. Meteen werd de artillerie in stelling gebracht en werd het eerste verdedigingsfort van de stad belaagd door kanonskogels. Twee dagen later werd het volgende fort aangevallen. Thomas Wentworth was zo verrast door de plotselinge aanval van de Fransen dat hij al op 7 januari de sleutels overdroeg aan de Fransen.

## Nasleep
Met de winst van Calais kreeg Frankrijk het laatst verloren gebied van tijdens de Honderdjarige Oorlog terug. Op 23 januari bezocht koning Hendrik II de stad. Door de overwinning konden de Fransen terugslaan naar de Habsburgers en stond zelfs op het punt om Luxemburg binnen te vallen toen de Vrede van Cateau-Cámbresis werd getekend, waarin de Fransen definitief in bezit kwam van Calais. Dit werd echter door koningin Elisabeth later ontkend en zij veroverde kortstondig Le Havre om Calais terug te krijgen. Er moest een nieuw en apart verdrag getekend worden voordat de Engelse koningin definitief haar aanspraken op de stad losliet.